# Noémia Delgado
Noémia de Freitas Delgado (São Pedro da Chibia, 7 de Junho de 1933 - Lisboa, 2 de Março de 2016) foi uma realizadora portuguesa da época do Novo Cinema, que usava técnicas do cinema directo, praticante da antropologia visual, tanto em obras de ficção como no documentário. 

## Biografia
Noémia nasceu em São Pedro de Chibia em Angola e era filha de Luís Delgado e de Judite da Conceição de Freitas. Com um ano de idade vai com a família para Moçambique, tendo estudado na cidade de Lourenço Marques, no Instituto Portugal. 
Ainda como estudante integrou o núcleo de arte plásticas que ficou conhecido como Novos de Moçambique, entre eles estava o realizador Ruy Guerra, José Gil e Rui Knopfli.
Depois de terminar a escola trabalhou na câmara municipal, no gabinete do arquitecto Nuno Craveiro Lopes que a convenceu a estudar Belas Artes em Lisboa. Assim, em 1955 veio para Portugal e frequentou o Curso de Escultura da Escola Superior de Belas Artes de Lisboa. Neste período convive com os alunos do curso de Arquitectura nomeadamente com Zé Almada Negreiros e Pitum.
Em Julho de 1956 vai estudar para Paris na Escola Superior de Belas Artes de Paris mas a falta de dinheiro faz com que regresse a Portugal.  Durante a sua primeira passagem por Paris, Noémia conheceu e conviveu com Mário Pinto de Andrade e o escritor Castro Soromenho que será padrinho no seu casamento. 
Ao regressar a Portugal retoma o curso de escultura e a 27 de Dezembro de 1957, casou com Alexandre O'Neill, com quem teve um filho, o fotógrafo Alexandre Delgado O'Neill de Bulhões (1959-1993). Este viria a morar e estudar em Boston, Condado de Suffolk, Massachusetts, e a morrer solteiro e sem geração, em Lisboa a 4 de Janeiro de 1993. Alexandre O'Neill divorcia-se dela pouco antes do seu segundo casamento, a 15 de Janeiro de 1971.
O seu percurso no cinema inicia-se em 1963, altura em que vai trabalhar em montagem na produtora de António Cunha Teles. Em 1965 começa a trabalhar como realizadora. Neste ano concorre ao subsidio do SNI  (Secretaria Nacional de Informação) para poder frequentar a London School of Film Technique onde foi aceite. Viu o SNI anular o concurso por motivos políticos. Noémia tinha estado presa entre Maio e Junho de 1962 na prisão de Caxias, onde comunicava com as outras presas através de batidas na parede (código Morse).
Trabalhava na montagem do filme O Passado e o Presente de Manuel de Oliveira, quando consegue uma bolsa da Fundação Calouste Gulbenkian e vai estagiar como assistente de realização de Jean Rouch, assim regressa a França em 1971. Em 1975 realiza o seu primeiro filme etnográfico Máscaras financiado pelo Instituto Português de Cinema, nele cruza a linguagem da ficção com a do documentário e filme etnográfico. Este filme acabou por ter um efeito imprevisto que foi a revitalização das tradições associadas às festas de inverno de Trás-os-montes. 
No ano seguinte, 1976, vai trabalhar para Roma no filme Torre Bela sobre Portugal, do realizador Thomas Harlan. Dois anos depois volta para Portugal e é convidada a fazer 4 documentários para a série documental Palavras Herdadas do produtor João Martins, sobre escritores portugueses.
A par da escrita de guiões elabora projectos para a televisão e no inicio dos anos 80, consegue com o apoio do então director da Cinemateca Portuguesa, Luís Pina, financiamento para realizar a série Contos Fantásticos.
Em 1982 assume a relação que tem com o arquitecto Teixeira Lopes, passando a viver em união de facto.
Jacarandá no coração é o título do livro de poemas que publicou em 1986. Em 1999, edita e publica um livro onde reúne as fotografias e os catálogos das exposições realizadas pelo seu filho. 
Realizou o seu ultimo filme em 1988. Quem Foste, Alvarez?, é nome do documentário que Fernando Lopes a convidou, a fazer para uma série sobre pintores portugueses para a RTP.

## Filmografia
Realizou os filmes: 
- 1965 - Amoladores, Fotógrafos Ambulantes, Escultura de João Cutileiro (3 curtas feitas em colaboração com Cine-Almanaque)[23][7]
- 1972 - Mafra, O Barroco Europeu [23]
- 1976 - Máscaras (documentário) [15]
- 1977 - Palavras Herdadas - série TV: Camilo Castelo Branco[24], Camilo Pessanha[25], Almeida Garrett[26], Eça de Queiroz [27]
- 1977 - Contos Fantásticos - série, RTP, 2º Canal [17]
- 1979 - A Princezinha das Rosas [28][29]
- 1979 - Tiaga ou a Reencarnação Deliciosa [30]
- 1979 - O ladrão do pão, com música de José Mário Branco[31][32]
- 1980 - O Visconde [33]
- 1980 - O Defunto [17]
- 1981 - O Canto da Sereia, A Noite de Walpurgis, A Estranha Morte do Professor Antena [17]
- 1982 - TV Artistas [12] - episódios: Rogério Paulo, Rui de Carvalho[34], Simone de Oliveira [15]
- 1982/1985 - Regiões Vinícolas Portuguesas (documentário) [23]
- 1985 - Arte Nova e Deco no Norte de Portugal - série [23]
- 1986/1987 - O Trabalho do Ouro e da Prata no Norte - série
- 1988 - Quem Foste, Alvarez? [1][35]

### Montagem
- 1966 - Mudar de Vida, realizado por Paulo Rocha [20][3]

- 1971 - O Passado e o Presente, realizado por Manoel de Oliveira[3]

### Mostras
- Máscaras foi exibido no ciclo Cineastas Portuguesas (1946-2000), organizado pela Câmara Municipal de Lisboa (Pelouro da Cultura)

## Reconhecimentos
Em 2025, o Festival Internacional de Cinema de Terror de Lisboa (MOTELX) cria o prémio com o seu nome, Prémio Noémia Delgado para Mulheres Notáveis no Terror, que visa "recuperar a memória de autoras pioneiras — muitas vezes esquecidas — e, ao mesmo tempo, celebrar os novos talentos femininos que estão a redefinir o terror contemporâneo".